# Charlotte Berend-Corinth
Charlotte Berend-Corinth (25 de maig de 1880 – 10 de gener de 1967) fou una pintora i artista alemanya en la Secessió de Berlín. Es va casar amb el pintor alemany Lovis Corinth.

## Vida
Charlotte Berend va estudiar belles arts a l'Escola Reial d'Art a Berlín i al Berliner Kunstgewerbemuseum, va tindre de professora a Eva Stort i Max Schäfer. En 1901, fou la primera estudiant a l'escola d'art privada de Lovis Corinth, qui va enamorar-se d'ella. Va esdevindre la seua model per un nombre de pintures, incloent Retrat de Charlotte Berend en un Vestit Blanc. El 26 de març de 1903, va casar-se amb Corinth i va canviar el seu nom a Berend-Corinth. El 13 d'octubre el mateix any va néixer el seu fill Thomas Corinth, i la seua filla Wilhelmine Corinth va néixer el 13 de juny de 1909.
Berend-Corinth va començar exposant les seues pintures a la Secessió de Berlín en 1906. Es va unir a la Secessió en 1912 i no la va deixar fins a la separació de l'associació Freie Secession dirigida per Max Liebermann quan Lovis Corinth esdevingué el nou director. Va pintar il·lustracions per a llibres per Max Pallenberg, Fritzi Massary, i Valeska Gert i va pintar retrats de Michael Bohnen, Werner Krauss, Paul Bildt i Paul Graetz. En els anys 1920 va donar suport a artistes joves dels teatres de Berlín. En 1919 Lovis Corinth va comprar una casa a Urfeld a Walchensee on ell i la seua muller es podrien retirar de la seua vida a Berlin. I fou ací, en la seua casa vora el llac a Urfeld, on va pintar paisatges, retrats, tot vivint retirats de l'escena artística activa. El seu marit va morir en 1925 de pneumònia durant un viatge als Països Baixos.
Berend-Corinth va emigrar en 1933 als Estats Units d'Amèrica, on el seu fill Thomas ja vivia a Nova York. En 1958 va publicar un llibre de les pintures completes de Lovis Corinth, el qual va esdevindre en un estàndard i és encara hui d'ús, en una edició de 1992 de Béatrice Hernad.
Berendt-Corinth va morir en 1967.